# Mystus mysticetus
Mystus mysticetus är en fiskart som beskrevs av Roberts 1992. Mystus mysticetus ingår i släktet Mystus och familjen Bagridae. IUCN kategoriserar arten globalt som livskraftig. Inga underarter finns listade i Catalogue of Life.